# Karl Stuhlmüller
Karl Stuhlmüller (Monaco di Baviera, 1859 – Etzenhausen, 13 marzo 1930) è stato un pittore tedesco, paesaggista e pittore di animali.

## Biografia
Era figlio di un maestro falegname e inizialmente era destinato a diventare un falegname, ma Karl Stuhlmüller si unì a una compagnia teatrale itinerante e il 5 aprile 1875 si iscrisse all'Accademia delle belle arti di Monaco di Baviera, dove studiò sotto la guida di Karl Theodor von Piloty.
Dopo aver completato gli studi, Karl Stuhlmüller fu attivo come pittore di paesaggi e animali a Monaco, Dachau ed Etzenhausen, e divenne membro dell'associazione degli artisti di Monaco.